# Crempigny-Bonneguête
Crempigny-Bonneguête é uma comuna francesa na região administrativa de Auvérnia-Ródano-Alpes, no departamento da Alta Saboia. Estende-se por uma área de 5.82 km². Em 2010 a comuna tinha 327 habitantes (densidade: 56,2 hab./km²).